# Leptosynapta latipatina
Leptosynapta latipatina is een zeekomkommer uit de familie Synaptidae.
De wetenschappelijke naam van de soort werd in 1921 gepubliceerd door Hubert Lyman Clark.